# 施國祁
施國祁（？—？），字非熊，號北研，浙江湖州府歸安縣南潯人，清朝詩人。
家貧，早年在外經商，是布店掌櫃。與同里張鳳苞皆為廩膳生，肄業於西湖詁經精舍，與邢典、楊鳳苞稱“南潯三先生”。好學不倦，寓居南潯之時，經理棉花店，設有吉貝肆，有樓名曰“吉貝居”，讀書著述於其中。曾讀《金史》十餘遍，撰成《金史詳校》十卷，住處曾“毀於火災，著述多燼”，後再依記憶補綴成書，已非初稿。卒年七十餘歲，無子。另著有《禮耕館詩文集》、《外集》、《叢說》、《金源札記》三卷、《元遺山集箋注》十四卷。